# Danny Denzongpa
Tshering Phintso Denzongpa, detto Danny (Yuksom, 25 febbraio 1948), è un attore e regista indiano.

## Filmografia parziale

### Attore
- Dhund, regia di B. R. Chopra (1973)
- 36 Ghante, regia di Raj Tilak (1974)
- Chor Machaye Shor, regia di Ashok Roy (1974)
- Fakira, regia di C.P. Dixit (1976)
- Kalicharan, regia di Subhash Ghai (1976)
- Devata, regia di S. Ramanathan (1978)
- Brandish, regia di K. Bapaiah (1980)
- Bulundi, regia di Esmayeel Shroff (1981)
- Jeeo Aur Jeene Do, regia di Shyam Ralhan (1982)
- Dharm Aur Qanoon, regia di Joshiy (1984)
- Adhikar, regia di Vijay Sadanah (1986)
- Agneepath, regia di Mukul S. Anand (1990)
- Sanam Bewafa, regia di Saawan Kumar Tak (1991)
- Hum, regia di Mukul S. Anand (1991)
- Drohi, regia di Ram Gopal Varma (1992)
- Khuda Gawah, regia di Mukul S. Anand (1992)
- Vijaypath, regia di Farouq Siddique (1994)
- 1942: A Love Story, regia di Vidhu Vinod Chopra (1994)
- Army, regia di Raam Shetty (1996)
- Sette anni in Tibet (Seven Years in Tibet), regia di Jean-Jacques Annaud (1997)
- China Gate, regia di Rajkumar Santoshi (1998)
- Asoka, regia di Santosh Sivan (2001)
- Frozen, regia di Shivajee Chandrabhushan (2007)
- Luck, regia di Soham Shah (2009)
- Enthiran, regia di S. Shankar (2010)
- Boss, regia di Anthony D'Souza (2013)
- Jai Ho, regia di Sohail Khan (2014)
- Baby, regia di Neeraj Pandey (2015)
- Manikarnika: The Queen of Jhansi, regia di Radha Krishna Jagarlamudi e Kangana Ranaut (2019)

Regista
- Phir Wohi Raat (1980)